# 白杨河林场
白杨河林场，是中华人民共和国新疆维吾尔自治区塔城地区托里县下辖的一个乡镇级行政单位。

## 行政区划
白杨河林场下辖以下地区：
白杨河林场虚拟生活区。